# Mehdi Nazim Benbara
Mehdi Nazim Benbara (en arabe : مهدي ناظم بنبارة), né le 31 août 1998, est un nageur algérien.

## Carrière
Mehdi Nazim Benbara est médaillé de bronze des relais 4 x 100 mètres quatre nages et 4 x 100 mètres nage libre mixte aux Championnats d'Afrique de natation 2018 à Alger ainsi qu'aux Jeux africains de 2019 à Casablanca.
Aux Jeux africains de 2023 à Accra, il est médaillé de bronze des relais 4 x 100 mètres quatre nages mixte et 4 x 100 mètres nage libre mixte.
Aux Championnats d'Afrique de natation 2024 à Luanda, il est médaillé d'or du relais mixte 4 x 100 m nage libre, médaillé d'argent du 4 x 100 mètres nage libre ainsi que du 4 x 100 mètres quatre nages mixte et médaillé de bronze du 4 x 100 mètres quatre nages.